# Mulgoa
Mulgoa är en del av en befolkad plats i Australien. Den ligger i kommunen City of Penrith och delstaten New South Wales, i den sydöstra delen av landet, omkring 52 kilometer väster om delstatshuvudstaden Sydney.
Närmaste större samhälle är Glenmore Park, nära Mulgoa. 
I omgivningarna runt Mulgoa växer huvudsakligen savannskog. Runt Mulgoa är det tätbefolkat, med 397 invånare per kvadratkilometer. Genomsnittlig årsnederbörd är 1 267 millimeter. Den regnigaste månaden är februari, med i genomsnitt 216 mm nederbörd, och den torraste är juli, med 25 mm nederbörd.